# Mecaphesa facunda
Mecaphesa facunda là một loài nhện trong họ Thomisidae.
Loài này thuộc chi Mecaphesa. Mecaphesa facunda được miêu tả năm 1970 bởi Suman.